# Stade de rugby de Batoumi
Ne doit pas être confondu avec Stade de Batoumi.
Le stade de rugby de Batoumi (en géorgien : ბათუმი რაგბის მოედანი, désigné à l'international en tant que Batumi Rugby Arena) est un stade de rugby à XV de 2 484 places situé à Batoumi, en Géorgie.

## Histoire
Le stade est inauguré en 2017. Il a coûté de 7,355 millions de GEL, financé à hauteur de 3,5 millions de GEL par la municipalité de Batoumi, le reste étant financé par la fondation Cartu. Il comprend deux terrains destinés au rugby, dont le principal, en gazon naturel, a une capacité de 2 484 places. Le second stade, en gazon synthétique, a une capacité de 500 places.
Le stade est utilisé par le Rugby Club Batoumi, évoluant en championnat de Géorgie de rugby à XV. 